# Angry Birds Epic
Angry Birds Epic (с англ. — «Злые птицы: Эпопея») — девятая игра из серии игр Angry Birds. Заранее вышла в Новой Зеландии, Австралии и Канаде 17 марта 2014. В остальных странах стала доступна для платформ iOS, Android и Windows Phone 8 12 июня 2014. Для игры обязательно подключение к Интернету.

## История
Информация о выходе игры появилась 7 марта 2014, когда разработчики опубликовали видео, в котором Ред предстаёт в виде рыцаря в доспехах. 12 марта 2014 стало известно, что данное видео является анонсом новой игры под названием Angry Birds Epic. Также было выложено несколько скриншотов. 17 марта 2014 года ранняя версия игры уже вышла в Новой Зеландии, Австралии и Канаде, но только на iOS. На YouTube был добавлен геймплей-ролик игры.
6 июня 2014 была выложена картинка-анонс, в которой было сказано, что игра выйдет 12 июня 2014 года на Android и iOS. 12-го числа игра действительно вышла на эти платформы, а также на Windows Phone 8. У жителей Новой Зеландии, Канады и Австралии, которые купили игру ранее, игра также обновилась. Новая версия игры значительно отличалась от ранней: состав врагов на многих уровнях поменялся, была добавлена кнопка «Автоматическая атака» и создана локация Золотые облака, на которой происходят ежедневные бои с золотой свиньей (раньше эта свинья просто появлялась на одном из уже существующих уровней). Так же, как и ранее появившиеся Angry Birds Star Wars 2 и Angry Birds Go!, Epic получила версию на русском языке. 19 июня 2014 игру впервые обновили. В обновление вошло только исправление мелких ошибок, при этом больше ничего нового не добавили.
Летом 2019 года Angry Birds Epic перестала отображаться в поисковых результатах Google Play и App Store, хотя её всё ещё можно скачать с данных ресурсов.
Геймплей Angry Birds Epic не похож на геймплей остальных игр серии. Жанром игры является «JRPG». В ней присутствует пошаговая боевая система боя, в которой имеются пять персонажей, у каждого из которых имеется несколько индивидуальных умений. В игре есть возможность применять вторичные предметы (зелья, баффы и т. д.). В Angry Birds Epic игрок может использовать яростную способность персонажа с помощью применения перца ярости. В отличие от многих проектов подобного жанра, в этой игре мир разделён на уровни, из-за чего персонажи не могут перемещаться по карте, передвигаясь лишь по отдельным областям местности.

## Критика
| Сводный рейтинг       | Сводный рейтинг |
| Агрегатор             | Оценка          |
| --------------------- | --------------- |
| Metacritic            | 70/100          |
| Русскоязычные издания |                 |
| Издание               | Оценка          |
| StopGame.ru           | Проходняк       |
| «Игры Mail.ru»        | 7/10            |

Игра получила в целом положительные отзывы с Metacritic счетом 70/100 на основе 14 отзывов. CNET высоко оценил солидный игровой процесс, но не оценил многочисленные внутриигровые покупки.